# Гошко Юрій Григорович
Ю́рій Гри́горович Гошко́ (28 квітня 1917, с. Старичі, нині Яворівського району Львівської області — 23 вересня 2004, м. Львів) — український науковець, доктор історичних наук (1971), професор (1979) Заслужений діяч науки і техніки України (1997), етнограф.

## Біографія
Народився в селянській сім'ї. Навчався в сільській початковій школі, згодом — у Яворівській гімназії. Зазнав переслідування та ув'язнення польською поліцією. Учасник другої світової війни, воював у складі радянських військ на Північно-Кавказькому фронті.
Після війни навчався на історичному факультеті Львівського педагогічного інституту, який закінчив 1947 року.
Протягом 1951 — 1958 років працював директором Львівського державного історичного музею, розпочав свою наукову діяльність. Вивчав документи з історії Львова, Тернопільщини.
У 1958 році захистив кандидатську дисертацію.
У вересні 1958 року очолив Музей етнографії та художнього промислу АН УРСР. Активно досліджував теми з історії етнографії та питання сучасних етнокультурних відносин.
У 1970 році захистив докторську дисертацію, основою якої стала монографія «Громадський побут робітників Західної України (1920—1939 років)».
У 1960-х роках вивчав проблематику етнографічного карпатознавства (монографія «Населення українських Карпат XV—XVIII століть: Заселення. Міграції. Побут.»; 1976).
Заслужений діяч науки і техніки України (1997).
Від 1988 року — головний науковий секретар Інституту народознавства НАН України.
Був науковим редактором понад 20 колективних та індивідуальних монографій, збірників, ряду путівників та каталогів музейних виставок, науковим керівником аспірантів та дисертантів. Також досліджував матеріальну і духовну культури українського етносу.
У 1982 році завдяки праці науковця Музей етнографії та художнього промислу АН УРСР було реорганізовано у Львівське відділення Інституту мистецтвознавства, фольклору та етнографії імені М. Рильського АН УРСР (нині — Інститут народознавства НАН України).
Активний громадський діяч. Член Львівського обласного відділення товариства «Україна», член президії правління Львівської організації Українського товариства охорони пам'яток історії та культури, член редколегії журналу «Народна творчість та етнографія».

## Наукова діяльність
Головні сфери наукових зацікавлень — історія та етнографія, етнокультурі зв'язки, духовна та матеріальна культури українського етносу.
Основні наукові праці:
- Громадський побут робітників Західної України (1920—1939). — К., 1967;
- Бойківщина: Історично-етнографічні дослідження. — К., 1983 (співавт.);
- Населення Українських Карпат XV—XVIII століть. — К., 1986;
- Гуцульщина: Історично-етнографічні дослідження. — К., 1987 (співавт.);
- Промисли і торгівля в Українських Карпатах XV—XIX століть. — К., 1991;
- Етнографія України: навчальний посібник. — Л., 1993;
- Звичаєве право населення Українських Карпат та Прикарпаття XIV–ХІХ століть. — Л., 1999.